# Libellula gaigei
Libellula gaigei là loài chuồn chuồn trong họ Libellulidae. Loài này được Gloyd mô tả khoa học đầu tiên năm 1938.